# Vi Burnside
Pour les articles homonymes, voir Burnside.
Violet May Burnside dite Viola May Burnside ou plus couramment Vi Burnside, née le 19 avril 1915 à Lancaster en Pennsylvanie et morte le 19 novembre 1964 à Washington, est une saxophoniste ténor de jazz américaine, membre du groupe féminin International Sweethearts of Rhythm.
On la voit jouer dans des orchestres féminins comme The Dixie Rhythm Girls ou The Harlem Play-Girls avant qu'elle rejoigne les International Sweethearts of Rhythm en 1943. Avec le groupe, elle participe à une tournée en Europe de l'USO en soutien des soldats américains. Elle continue à jouer pour les Sweethearts alors que la formation passe sous la direction d'Anna Mae Winburn, et dirige aussi son propre orchestre jusque dans les années 1960, jouant notamment avec Pauline Braddy et Edna Smith, se produisant à la fin surtout dans la région de Washington.

## Discographie
- Voir (en) « Viola Burnside » (fiche artiste), sur Discogs